# 马坝河
马坝河，位于中华人民共和国广东省韶关市曲江区（原曲江县）境内，是北江左岸支流，发源于曲江区沙溪镇的黄茅嶂，向西北流经曲江区驻地马坝镇，最后于龙头寨以北汇入北江。河长46千米，平均比降6.94‰，流域面积345平方千米。马坝河多在险滩峡谷中通过，水流湍急，水力资源丰富。